# Rico (漫画家)
Rico（りこ、5月9日 - ）は、日本の漫画家。女性。秋田県出身。

## 概要
主に成人向け雑誌で純愛をモチーフにした作品を描く。
同人サークル「Rico-ba」を主宰。コミケなどのイベントでは木場貴志が主宰する同人小説サークル「Ico-ba」と合同での参加が多い。
2000年代からエロ漫画雑誌『漫画ばんがいち』に執筆した作品を掲載しており、かつては「主役のヒロインは学生〜社会人に分類される容姿（胸の大きさをはじめとする身体つきもそれに見合ったものである場合もある）」という特徴があったのだが、現在のばんがいちに掲載されている主役のヒロインはロリ好きが好むような「見た目がロリ（もしくは更に幼くペドに分類される場合もある）そのもので身体つきも相応に幼い」と言った感じにヒロインの特徴として大きく変化している（ただし同人サークルとして執筆する作品に関しては昔のように大人な容姿・身体つきの女性がヒロインの作品を今も作成することもある）。

## 作品リスト

### 成人向け

#### 漫画作品
- 凡例
  - 〈種〉連載か読切かで2種に大別。
  - 〈収録〉1：あまーい恋しよ♥ / 2：はちゅ♡えち / 3：好きスキ kiss♡ / 4：甘えんぼ♡ / 5：俺の彼女がメイドで嫁で、いろいろ何でもしちゃいます!? / 6：世界で一番愛してりゅ♡ / 7：よいこと いけない放課後 / 8：お兄ちゃん あそぼ♡ / 9：どの子とあそぶ？ / 10：ねえ、一緒にシよ / 11：小さな彼女のメスイッチ♥ / 12：オトナみたいに好きにしてね♥ / 13：未熟なからだと誘惑ぱんつ / 14：僕を惑わす小さなカラダ / 15：ちいさなぷにぷに♥ / 未：単行本未収録

|  | 連載作品 |  | 読切作品 |

|     | 作品名                                            | 種   | 発行         | 掲載                                | 収録   | 注記                                                            |
| --- | ------------------------------------------------- | ---- | ------------ | ----------------------------------- | ------ | --------------------------------------------------------------- |
| 1   | 好きの勇気                                        | 読切 | コアマガジン | 漫画ばんがいち 2007年5月号          | 1      |                                                                 |
| 2   | Kiss♡Kiss♡Kiss                                    | 読切 | コアマガジン | 漫画ばんがいち 2007年6月号          | 3      |                                                                 |
| 3   | 気持ち伝えてぎゅってして？                        | 読切 | コアマガジン | 漫画ばんがいち 2007年8月号          | 1      |                                                                 |
| 4   | いつでもきゅんきゅん♡                             | 読切 | コアマガジン | 漫画ばんがいち 2007年9月号          | 1      |                                                                 |
| 5   | 一緒のナイショ♡                                   | 読切 | コアマガジン | 漫画ばんがいち 2007年10月号         | 1      |                                                                 |
| 6   | いたずらぶらぶ                                    | 読切 |              | 甘えんぼ.5 いたずらぶらぶ           | 4      | 2007年10月8日発行の同人作品。                                   |
| 7   | ぜーんぶあいちて♡                                 | 読切 | コアマガジン | 漫画ばんがいち 2007年12月号         | 1      |                                                                 |
| 8   | いつでも側に♡                                     | 読切 | コアマガジン | 漫画ばんがいち 2008年1月号          | 1      |                                                                 |
| 9   | 初恋心                                            | 読切 | コアマガジン | 漫画ばんがいち 2008年2月号          | 1      |                                                                 |
| 10  | いーっぱいあいちてる♡                             | 読切 | コアマガジン | 漫画ばんがいち 2008年3月号          | 3      |                                                                 |
| 11  | こいびとどうし♡                                   | 読切 | コアマガジン | 漫画ばんがいち 2008年4月号          | 1      |                                                                 |
| 12  | もっと♡こいびとどうし♡-前編-                      | 読切 | コアマガジン | 漫画ばんがいち 2008年5月号          | 1      |                                                                 |
| 13  | もっと♡こいびとどうし♡-後編-                      | 読切 | コアマガジン | 漫画ばんがいち 2008年6月号          | 1      |                                                                 |
| 14  | 女の子のひみつ                                    | 読切 | コアマガジン | 漫画ばんがいち 2008年7月号          | 1      |                                                                 |
| 15  | 純真恋心                                          | 読切 | コアマガジン | 漫画ばんがいち 2008年8月号          | 2      |                                                                 |
| 16  | 片想い×片想い                                     | 読切 | コアマガジン | 漫画ばんがいち 2008年9月号          | 3      |                                                                 |
| 17  | 2人のゼロ距離恋愛                                 | 読切 | コアマガジン | 漫画ばんがいち 2008年11月号         | 3      | 巻頭カラー。                                                    |
| 18  | お砂糖よりも甘いコト♡                             | 読切 | コアマガジン | 漫画ばんがいち 2008年12月号         | 2      |                                                                 |
| 19  | どきどき♡乙女心                                   | 読切 | コアマガジン | 漫画ばんがいち 2009年2月号          | 2      |                                                                 |
| 20  | メイドさんとあまーい時間                          | 読切 |              | 甘えんぼ.7 メイドさんとあまーい時間 | 4      | 2008年12月30日発行の同人作品。                                  |
| 21  | どきどき!?初体験                                  | 読切 | コアマガジン | 漫画ばんがいち 2009年3月号          | 2      |                                                                 |
| 22  | しあわせキッス                                    | 読切 | コアマガジン | 漫画ばんがいち 2009年5月号          | 3      |                                                                 |
| 23  | 大好きなキミのため                                | 読切 | コアマガジン | 漫画ばんがいち 2009年6月号          | 2      |                                                                 |
| 24  | さくらひらひらら                                  | 読切 |              | 甘えんぼ.8 さくらひらひらら         | 4      | 2009年4月26日発行の同人作品。                                   |
| 25  | お仕えします♡                                     | 読切 | コアマガジン | 漫画ばんがいち 2009年7月号          | 2      |                                                                 |
| 26  | 密着♡でーと                                       | 読切 | コアマガジン | 漫画ばんがいち 2009年8月号          | 2      |                                                                 |
| 27  | 恥めてのこすぷれい                                | 読切 | コアマガジン | 漫画ばんがいち 2009年8月号          | 2      |                                                                 |
| 28  | ふたりの超→引↓力↑ッ！                             | 読切 | コアマガジン | 漫画ばんがいち 2009年9月号          | 2      |                                                                 |
| 29  | ふにふわ                                          | 読切 |              | 甘えんぼ.9 ふにふわ                 | 4      | 2009年8月16日発行の同人作品。                                   |
| 30  | あちゅい夏のある日の彼女                          | 読切 | コアマガジン | 漫画ばんがいち 2009年10月号         | 2      |                                                                 |
| 31  | 厳しく！甘く？メイドごころ                        | 読切 | コアマガジン | 漫画ばんがいち 2009年11月号         | 2      |                                                                 |
| 32  | エッチなまんがは好きですか？                      | 読切 | コアマガジン | 漫画ばんがいち 2010年1月号          | 3      | 巻頭カラー。                                                    |
| 33  | メニ★クリ                                         | 読切 | コアマガジン | 漫画ばんがいち 2010年2月号          | 4      |                                                                 |
| 34  | あけ★おま                                         | 読切 | コアマガジン | 漫画ばんがいち 2010年3月号          | 4      |                                                                 |
| 35  | おいしく食べちゃう♡                               | 読切 | コアマガジン | 漫画ばんがいち 2010年4月号          | 4      |                                                                 |
| 36  | Princess Maid                                     | 読切 | コアマガジン | 漫画ばんがいち 2010年5月号          | 3      |                                                                 |
| 37  | 可愛く全部 愛してね♡                              | 読切 | コアマガジン | 漫画ばんがいち 2010年6月号          | 3      |                                                                 |
| 38  | 可愛く全部 愛してね♡ 番外編                       | 読切 |              |                                     | 3      | 同人作品。                                                      |
| 39  | かまってほしいっ？                                | 読切 | コアマガジン | 漫画ばんがいち 2010年7月号          | 3      |                                                                 |
| 40  | 好き♥スキ♥kiss♥                                   | 読切 | コアマガジン | 漫画ばんがいち 2010年12月号         | 3      |                                                                 |
| 41  | 癒され密着Hしよっ♡                                | 読切 | コアマガジン | 漫画ばんがいち 2011年1月号          | 5      |                                                                 |
| 42  | 甘い誘惑してあげる♡                               | 読切 | コアマガジン | 漫画ばんがいち 2011年2月号          | 5      |                                                                 |
| 43  | ラブ♡ラブ♡ラブ                                    | 読切 |              | 甘えんぼ.10 ラブ♡ラブ♡ラブ          | 4      | 2010年12月31日発行の同人作品。                                  |
| 44  | エッチなまんがは好きですか？                      | 読切 | コアマガジン | 漫画ばんがいち 2011年3月号          | 5      | 単行本収録時のタイトルは『エッチなマンガは好きですか？その2』。 |
| 45  | 甘えんぼ♡                                         | 読切 | コアマガジン | コミックメガミルク Vol.8            | 4      | オープニングカラー。                                            |
| 46  | カレ×カノ                                         | 読切 | コアマガジン | 漫画ばんがいち 2011年5月号          | 4      |                                                                 |
| 47  | 心に素直に…♡                                      | 読切 | コアマガジン | 漫画ばんがいち 2011年6月号          | 5      |                                                                 |
| 48  | あなただけのナースにしてね♡                       | 読切 | コアマガジン | 漫画ばんがいち 2011年8月号          | 未     |                                                                 |
| 49  | 雨が降っても、槍が降っても…♡                      | 読切 | コアマガジン | 漫画ばんがいち 2011年10月号         | 4      |                                                                 |
| 50  | まいみこ♡                                         | 読切 | コアマガジン | 漫画ばんがいち 2011年11月号         | 未     |                                                                 |
| 51  | ソフトクリーム屋                                  | 読切 |              |                                     | 4      | 同人作品。                                                      |
| 52  | 俺カノ                                            | 読切 | コアマガジン | 漫画ばんがいち 2012年1月号          | 未     |                                                                 |
| 53  | メイドがウチにやって来た!?                        | 読切 | コアマガジン | 漫画ばんがいち 2012年2月号          | 5      | 巻頭カラー。                                                    |
| 54  | 専属メイドがやってきた                            | 読切 | コアマガジン | 漫画ばんがいち 2012年3月号          | 5      |                                                                 |
| 55  | ご主人様のために…♡ 1                              | 読切 | コアマガジン | 漫画ばんがいち 2012年4月号          | 5      |                                                                 |
| 56  | ご主人様のために…♡ 2                              | 読切 | コアマガジン | 漫画ばんがいち 2012年5月号          | 5      |                                                                 |
| 57  | ご主人様とずっと一緒に…♡                          | 読切 | コアマガジン | 漫画ばんがいち 2012年6月号          | 5      |                                                                 |
| 58  | ねこデレ♡                                         | 読切 | コアマガジン | 漫画ばんがいち 2012年8月号          | 5      |                                                                 |
| 59  | 幸せのツボ♡                                       | 読切 | コアマガジン | 漫画ばんがいち 2012年11月号         | 未     |                                                                 |
| 60  | ちぇんじ まい スタイル♡                           | 読切 | コアマガジン | 漫画ばんがいち 2012年12月号         | 未     |                                                                 |
| 61  | エッチなまんがは好きですか？ その3                | 読切 | コアマガジン | 漫画ばんがいち 2013年2月号          | 6      |                                                                 |
| 62  | My Darling♡                                       | 読切 | コアマガジン | 漫画ばんがいち 2013年4月号          | 6      |                                                                 |
| 63  | おっぱい いっぱい ゆめいっぱい♡                   | 読切 | コアマガジン | 漫画ばんがいち 2013年5月号          | 6      |                                                                 |
| 64  | 告白！大作戦!!                                    | 読切 | コアマガジン | 漫画ばんがいち 2013年7月号          | 6      |                                                                 |
| 65  | ふくらみかけの想い                                | 読切 | コアマガジン | PETA Vol.4                          | 7      |                                                                 |
| 66  | 立派な主の育て方                                  | 読切 | コアマガジン | コミックホットミルク 2013年8月号    | 6      | フルカラー。                                                    |
| 67  | 世界で一番愛してりゅ♡                             | 読切 | コアマガジン | 漫画ばんがいち 2013年9月号          | 6      |                                                                 |
| 68  | 世界で一番愛してりゅ♡ 〜文化祭編〜                | 読切 | コアマガジン | 漫画ばんがいち 2013年11月号         | 6      |                                                                 |
| 69  | 君を開発、プロデュース                            | 読切 | コアマガジン | コミックメガストアα 2014年2月号     | 10     |                                                                 |
| 70  | 世界で一番愛してりゅ♡ 〜保健室のナイショ〜        | 読切 | コアマガジン | 漫画ばんがいち 2014年3月号          | 6      |                                                                 |
| 71  | ココロの温度                                      | 読切 | コアマガジン | コミックメガストアα 2014年4月号     | 6      |                                                                 |
| 72  | 世界で一番愛してりゅ♡ 〜責任とってね♡〜           | 読切 | コアマガジン | 漫画ばんがいち 2014年5月号          | 6      |                                                                 |
| 73  | 私の中のおんなのこ                                | 読切 | コアマガジン | コミックホットミルク 2014年6月号    | 6      | フルカラー。                                                    |
| 74  | 世界で一番愛してりゅ♡ 〜ずっと、ずっと一緒だよ♡〜 | 読切 | コアマガジン | 漫画ばんがいち 2014年7月号          | 6      |                                                                 |
| 75  | Pretty Virgin〜年上彼女と×××♡〜                   | 読切 | コアマガジン | 漫画ばんがいち 2014年9月号          | 未     |                                                                 |
| 76  | Pretty Virgin〜お外で♡初めての×××〜               | 読切 | コアマガジン | 漫画ばんがいち 2014年11月号         | 未     |                                                                 |
| 77  | 嫁はじめ♡                                         | 読切 | コアマガジン | コミックホットミルク 2014年12月号   | 10     | フルカラー。                                                    |
| 78  | Pretty Virgin〜裸で一緒にとろけちゃお♡〜          | 読切 | コアマガジン | 漫画ばんがいち 2015年1月号          | 未     |                                                                 |
| 79  | 女の子は待ってるの                                | 読切 | コアマガジン | 漫画ばんがいち 2015年3月号          | 10     |                                                                 |
| 80  | ろりろりmyライフ                                  | 読切 | コアマガジン | コミックメガストアα 2015年4月号     | 7      |                                                                 |
| 81  | さくらんぼはお姉さんに恋してる♡                   | 読切 | コアマガジン | 漫画ばんがいち 2015年5月号          | 10     |                                                                 |
| 82  | ろりろりmyライフ 2はつめ                          | 読切 | コアマガジン | コミックメガストアα 2015年5月号     | 7      |                                                                 |
| 83  | お姉さんはさくらんぼをいただきます♡               | 読切 | コアマガジン | 漫画ばんがいち 2015年7月号          | 10     |                                                                 |
| 84  | 幸せ連鎖反応                                      | 読切 | コアマガジン | コミックメガストアα 2015年7月号     | 10     |                                                                 |
| 85  | いもうとロリよめ♡                                 | 読切 | コアマガジン | 漫画ばんがいち 2015年9月号          | 7      |                                                                 |
| 86  | さみしい夜はお兄ちゃんと♡                         | 読切 | コアマガジン | コミックメガストアα 2015年9月号     | 7      |                                                                 |
| 87  | ロリよめの夫婦性活♡                               | 読切 | コアマガジン | 漫画ばんがいち 2015年11月号         | 7      | 単行本収録時のタイトルは『ロリよめの夫婦生活♡』。               |
| 88  | お嬢様の背伸び                                    | 読切 | コアマガジン | コミックメガストアα 2015年12月号    | 7      |                                                                 |
| 89  | ラブラブ♡レッスン                                 | 読切 | コアマガジン | 漫画ばんがいち 2016年1月号          | 7      | 巻頭カラー。                                                    |
| 90  | ラブラブ♡レッスン 〜私たちだけを見てっ〜          | 読切 | コアマガジン | 漫画ばんがいち 2016年3月号          | 7      |                                                                 |
| 91  | お兄ちゃんと♡な記念日                             | 読切 | コアマガジン | コミックメガストアα 2016年3月号     | 7      |                                                                 |
| 92  | お嫁さんcandidate☆                                | 読切 | コアマガジン | 漫画ばんがいち 2016年5月号          | 8      |                                                                 |
| 93  | オトナのコイビト関係                              | 読切 | コアマガジン | コミックメガストアα 2016年5月号     | 8      |                                                                 |
| 94  | お兄さんは小さいのがお好き??                      | 読切 | コアマガジン | 漫画ばんがいち 2016年7月号          | 8      |                                                                 |
| 95  | いもうとママ♡                                     | 読切 | コアマガジン | コミックメガストアα 2016年7月号     | 8      |                                                                 |
| 96  | 小さな体の、大きな恋♡                             | 読切 | コアマガジン | 漫画ばんがいち 2016年9月号          | 8      |                                                                 |
| 97  | ヒミツのおもらし                                  | 読切 | コアマガジン | Web漫画ばんがいち Vol.1             | 8      |                                                                 |
| 98  | 女の子なボクを見て                                | 読切 | コアマガジン | Web漫画ばんがいち Vol.3             | 8      |                                                                 |
| 99  | 小っちゃくたってイイじゃない！                    | 読切 | コアマガジン | リトルガールストライク Vol.1        | 8      |                                                                 |
| 100 | ろりぷにおっぱいぺったんこ                        | 読切 |              | ろりぷにおっぱいぺったんこ          | 11     | 2016年12月31日発行の同人作品。                                  |
| 101 | 秘密の温泉旅行                                    | 読切 | コアマガジン | Web漫画ばんがいち Vol.5             | 8      |                                                                 |
| 102 | オトナを教えて？                                  | 読切 | コアマガジン | リトルガールストライク Vol.2        | 8      |                                                                 |
| 103 | 放課後のコイビト                                  | 読切 | コアマガジン | Web漫画ばんがいち Vol.8             | 8      |                                                                 |
| 104 | お兄ちゃんのスク水モデル♡                         | 読切 | コアマガジン | リトルガールストライク Vol.3        | 9・11  |                                                                 |
| 105 | ちっぱいカラダで はだかんびょう♡                  | 読切 | コアマガジン | Web漫画ばんがいち Vol.10            | 9・11  |                                                                 |
| 106 | 捨て猫にゃんにゃん♥                               | 読切 | コアマガジン | リトルガールストライク Vol.4        | 9・11  |                                                                 |
| 107 | 甘いいたずら食べほうだい♡                         | 読切 | コアマガジン | Web漫画ばんがいち Vol.14            | 9・11  |                                                                 |
| 108 | 秘密の恋愛個別指導                                | 読切 | 茜新社       | COMIC LO 2018年1月号                | 12・13 |                                                                 |
| 109 | 飼い猫にゃんにゃん♥                               | 読切 | コアマガジン | リトルガールストライク Vol.5        | 9・15  |                                                                 |
| 110 | おふろでぽかぽかえっちっち                        | 読切 |              | おふろでぽかぽかえっちっち          | 11     | 2017年12月31日発行の同人作品。                                  |
| 111 | イキすぎ！エッチなレスリング                      | 読切 |              | イキすぎ！エッチなレスリング        | 13     | 2017年12月31日発行の同人作品。                                  |
| 112 | お兄ちゃん専属ビッチ♥                             | 読切 | コアマガジン | コミックメガストアα 2018年3月号     | 11     |                                                                 |
| 113 | 君にシューティング                                | 読切 | コアマガジン | リトルガールストライク Vol.6        | 11     |                                                                 |
| 114 | 小悪魔トラップ                                    | 読切 | 茜新社       | COMIC LO 2018年6月号                | 12・13 |                                                                 |
| 115 | ロリな彼女のメスイッチ                            | 読切 | コアマガジン | リトルガールストライク Vol.7        | 11     |                                                                 |
| 116 | JC妹Sモード♥                                      | 読切 | 茜新社       | COMIC LO 2018年9月号                | 12・13 |                                                                 |
| 117 | 勉強よりもエッチしよ♥                             | 読切 | コアマガジン | リトルガールストライク Vol.8        | 11     |                                                                 |
| 118 | ひとめぼれ                                        | 読切 | コアマガジン | リトルガールストライク Vol.9        | 11     |                                                                 |
| 119 | オトナの少女漫画♥                                 | 読切 | コアマガジン | コミックメガストアα 2019年3月号     | 15     |                                                                 |
| 120 | 束縛カノジョ♡                                     | 読切 | コアマガジン | リトルガールストライク Vol.10       | 14・15 |                                                                 |
| 121 | 義妹ちゃんは縛られたいっ                          | 読切 | 茜新社       | COMIC LO 2019年7月号                | 12・13 |                                                                 |
| 122 | 甘えさせてよ、お兄ちゃんっ///                     | 読切 | コアマガジン | リトルガールストライク Vol.11       | 14・15 |                                                                 |
| 123 | アイドルちゃんをPしてみた。                       | 読切 | コアマガジン | コミックホットミルク 2020年2月号    | 14・15 |                                                                 |
| 124 | お兄ちゃんをひとりじめ                            | 読切 | 茜新社       | COMIC LO 2021年4月号                | 12・13 |                                                                 |
| 125 | パパのお留守にナイショの結婚♡                     | 読切 | 茜新社       | COMIC LO 2021年6月号                | 13     |                                                                 |
| 126 | いいなり♡いいなずけ                               | 読切 | コアマガジン | コミックホットミルク 2021年10月号   | 14・15 |                                                                 |
| 127 | 娘の居ぬ間に秘密の逢瀬                            | 読切 | 茜新社       | COMIC LO 2021年11月号               | 13     |                                                                 |
| 128 | かわエロリっ娘に煽られて                          | 読切 | 茜新社       | COMIC LO 2022年2月号                | 13     |                                                                 |
| 129 | はらぺこ淫魔ととろけるミルク                      | 読切 | コアマガジン | コミックホットミルク 2022年9月号    | 14・15 |                                                                 |
| 130 | かわエロリっ娘のなりきりエッチ♡                   | 読切 | 茜新社       | COMIC LO 2022年11月号               | 未     |                                                                 |
| 131 | 快感♥フィジカルトレーニング♥                      | 読切 | 茜新社       | COMIC LO 2023年1月号                | 未     |                                                                 |
| 132 | 淫魔ちゃんはいつでも腹ペコ                        | 読切 | コアマガジン | コミックホットミルク 2023年8月号    | 15     |                                                                 |
| 133 | かわいいの魔法                                    | 読切 | 茜新社       | COMIC LO 2024年2月号                | 未     |                                                                 |
| 134 | 順番通りの恋じゃなくても                          | 読切 | コアマガジン | コミックホットミルク 2024年6月号    | 15     |                                                                 |
| 135 | まじめに まじめな おつきあい♥                     | 読切 | 茜新社       | LOE みにえるおー 3時間目            | 未     |                                                                 |
| 136 | サキュバスちゃんとイキましょう                    | 読切 | コアマガジン | コミックホットミルク 2024年12月号   | 未     |                                                                 |
| 137 | イキがりザコパス♡                                 | 読切 | コアマガジン | コミックホットミルク 2025年3月号    | 未     |                                                                 |

#### 書籍
- 『あまーい恋しよ♥』コアマガジン〈ホットミルクコミックス275〉、2008年10月24日初版第1刷発行（2008年10月10日発売[4]）、ISBN 978-4-86-252491-1
- 『はちゅ♡えち』コアマガジン〈ホットミルクコミックス308〉、2009年11月24日初版第1刷発行（2009年11月10日発売[5]）、ISBN 978-4-86-252748-6
- 『好きスキ kiss♡』コアマガジン〈ホットミルクコミックス336〉、2011年1月7日初版第1刷発行（2010年12月24日発売[6]）、ISBN 978-4-86-252978-7
- 『甘えんぼ♡』コアマガジン〈ホットミルクコミックス362〉、2011年11月24日初版第1刷発行（2011年11月10日発売[7]）、ISBN 978-4-86-436199-6
- 『俺の彼女がメイドで嫁で、いろいろ何でもしちゃいます!?』コアマガジン〈ホットミルクコミックス379〉、2012年8月24日初版第1刷発行（2012年8月10日発売[8]）、ISBN 978-4-86-436293-1
- 『世界で一番愛してりゅ♡』コアマガジン〈ホットミルクコミックス415〉、2015年5月2日初版第1刷発行（2015年4月18日発売[9]）、ISBN 978-4-86-436758-5
- 『よいこと いけない放課後』コアマガジン〈メガストアコミックス481〉、2016年7月2日初版第1刷発行（2016年6月18日発売[10]）、ISBN 978-4-86-436921-3
- 『お兄ちゃん あそぼ♡』コアマガジン〈ホットミルクコミックス438〉、2017年9月23日初版第1刷発行（2017年9月9日発売[11]）、ISBN 978-4-86-653085-7
- 『どの子とあそぶ？』コアマガジン〈MEGASTORE WEB COMICS〉、2018年5月16日発売[12]、電子書籍のみ
- 『ねえ、一緒にシよ』コアマガジン〈MEGASTORE WEB COMICS〉、2018年9月10日発売[13]、電子書籍のみ
- 『小さな彼女のメスイッチ♥』コアマガジン〈メガストアコミックス570〉、2019年2月28日初版第1刷発行（2019年2月14日発売[14]）、ISBN 978-4-86-653280-6
- 『オトナみたいに好きにしてね♥』茜新社〈茜新社DIGITALプレミアム〉、2021年3月12日発売[15]、電子書籍のみ
- 『未熟なからだと誘惑ぱんつ』茜新社〈TENMACOMICS LO〉、2022年10月10日初版発行（2022年9月28日発売[16]）、ISBN 978-4-86349-916-4
- 『僕を惑わす小さなカラダ』コアマガジン〈MEGASTORE WEB COMICS〉、2023年1月1日発売[17]、電子書籍のみ
- 『ちいさなぷにぷに♥』コアマガジン〈メガストアコミックス785〉、2024年11月29日発売[18]、ISBN 978-4-86-653834-1

### 一般向け
- 『めいでん・がーでん』アスキー・メディアワークス〈電撃コミックス〉、2011年11月発行（2011年11月26日発売[19]）、ISBN 978-4-04-886093-2（『電撃萌王』連載）
- 『大図書館の羊飼い 〜Lovely♥Librarians〜』アスキー・メディアワークス〈電撃コミックス〉全3巻（『電撃HIME』2012年 - 2014年）